# Bob Burtwell
Robert Thomas Burtwell, detto Bob (Vancouver, 4 febbraio 1927 – Vancouver, 22 novembre 2012), è stato un cestista e allenatore di pallacanestro canadese.

## Carriera
Ha disputato le olimpiadi del 1956, a Melbourne, giocando 7 partite, con 86 punti realizzati, con un massimo di 30 nella partita con il Giappone.
Ha disputato anche i Campionati del mondo del 1959.